# Hosta kikutii
Hosta kikutii là một loài thực vật có hoa trong họ Măng tây. Loài này được F.Maek. mô tả khoa học đầu tiên năm 1937.